# Frederic Vystavel
Frederic Vystavel, né le 29 août 1993 à Bruxelles en Belgique, est un rameur d'aviron danois. Il a représenté le Danemark aux Jeux de Tokyo 2020 où il obtient une médaille de bronze en deux sans barreur.

## Carrière
Vystavel a commencé à ramer à l'adolescence en 2009. Il a grandi en Angleterre où il est entré au collège d'Eton à 15 ans puis a étudié l'anthropologie à l'Université de Princeton aux États-Unis. 
Il a fait partie de l'équipe nationale junior britannique qui a notamment remporté une médaille d'argent au Championnat du monde junior en 2011 mais fait depuis octobre 2018 membre de l'équipe nationale danoise depuis octobre 2018. Avec Joachim Sutton qui lui aussi a suivi son cursus universitaire aux États-Unis, Vystavel a pris la sixième place aux championnats d'Europe 2020 et a reculé de deux places lors des championnats d'Europe suivants.
Ils obtiennent leur qualification olympique lors de la régate de Lucerne en mai 2021 où ils terminent deuxième ; aux Jeux olympiques de 2020, qui ont eu lieu un an plus tard en raison de la pandémie, la paire a remporté la médaille de bronze dans la course en deux sans barreur.